# All Star Batman e Robin
All-Star Batman e Robin (All-Star Batman & Robin the Boy Wonder) è una miniserie a fumetti scritta da Frank Miller e disegnata da Jim Lee, pubblicata da DC Comics a partire dal 2005. La serie segna il lancio del nuovo imprint All Star. Questa nuova linea editoriale si propone di dare totale libertà narrative e di interpretazione agli autori. Difatti la serie dedicata a Batman e Robin non si colloca nella continuity narrativa degli altri albi dedicati all'Uomo Pipistrello. Frank Miller concepisce questa serie come un prequel alla miniserie Il ritorno del Cavaliere Oscuro, pubblicata originariamente nel 1986. Di conseguenza le vicende presentate in questa serie si collocano in una realtà alternativa dell'immaginario multiverso DC, denominata "Terra-31".

## Trama
- Episodio 1 – This should get me killed. But It Won't.: Bruce Wayne invita la giornalista Vicki Vale a passare con lui una serata al circo. Qui si esibisce una famiglia di trapezisti chiamati Flying Grayson, che sono moglie e marito che si esibiscono con il figlio Dick. Alla fine dell'esibizione, mentre ricevono l'applauso del pubblico, i coniugi Grayson sono uccisi da due colpi di pistola. Mentre il figlio rimane attonito così come il pubblico, Bruce sparisce per inseguire l'assalitore. La sua compagna Vicki è preoccupata per il giovane Dick e quando cerca di avvicinarsi a lui, un poliziotto la colpisce bruscamente. In seguito viene fatto frettolosamente salire su un'auto e portato via. Vicki non si fida delle forze dell'ordine di Gotham City e li segue insieme al maggiordomo Alfred. Nel frattempo Batman ferma l'assassino. Si tratta di un sicario di bassa lega dal nome Jocko-boy Vanzetti. Non può dirgli molto sui mandanti. Il suo maggiordomo e Vicki seguono l'auto con Dick fino ad un luogo appartato chiamato Galts Gulch, famoso per le esecuzioni sommarie. Il pronto arrivo di Batman sventa il possibile ulteriore omicidio. Quando l'Uomo pipistrello vede il ragazzino gli dice: «Sei appena stato arruolato per una guerra».[3]

- Episodio 2 – There's no time for grief: Batman mette Dick all'interno della Batmobile e lo porta lontano da Galts Gulch. I due vengono inseguiti da diverse auto della polizia ma l'Uomo Pipistrello riesce a sfuggirgli. Ne manda una fuori strada e ne investe altre due facendole esplodere. Dick è terrorizzato, anche perché pare che al vigilante che si ritrova vicino non interessi della vita di quei poliziotti. Il ragazzo si rende conto che Batman si sforza di alterare la sua voce cercando di assumere un ruolo da duro. Il tono gli ricorda quello di Clint Eastwood. Con tale atteggiamento gli impartisce la prima lezione:«Hai molto da imparare. E il tuo apprendistato comincia proprio qui, ora. Ecco la lezione numero uno: non parlare mai ai poliziotti a Gotham. Non ti lasciare mai avvicinare da un poliziotto. Non a Gotham. I poliziotti a Gotham ti uccideranno non appena ti metteranno gli occhi addosso.»[4]

## Storia editoriale
I dieci albi della serie sono stati pubblicati tra settembre 2005 e agosto 2008, dopodiché la pubblicazione venne interrotta. Il disegnatore Jim Lee si è in seguito assunto tutto il peso del ritardo, e ha dichiarato che i restanti sei albi previsti saranno pubblicati a partire dal febbraio 2011 col titolo Dark Knight: Boy Wonder. Più nulla si è saputo al riguardo fino all'ottobre 2015, quando Miller al New York Comic Con ha dichiarato che aveva iniziato il lavoro su Dark Knight: Boy Wonder assieme a Lee.

## Edizioni
La serie è stata pubblicata negli Stati Uniti da DC Comics a partire da settembre 2005. I primi nove albi sono stati inoltre raccolti in due differenti edizioni:
- All-Star Batman & Robin the Boy Wonder, Volume 1, hardcover. ISBN 1-4012-1681-1.
- All-Star Batman & Robin the Boy Wonder, Volume 1, paperback. ISBN 1-4012-2008-8.

In lingua italiana la serie è stata raccolta in volumi cartonati, pubblicati a partire da giugno 2009 da Planeta DeAgostini:
- All Star Batman e Robin, vol. 1, 256 pp. ISBN 978-84-674-7602-6.